# 국제아웃도어바비큐스포츠연맹
국제아웃도어바비큐스포츠연맹(영어: International Outdoor & Barbecue Sports Federation, IOBSF)은 2018년 12월 8일 오후 7시 대한민국 서울의 명동정에서 창립총회로 설립된 국제기구 성격의 민간 단체이다.
1. ↑  이주상 (2018년 12월 10일). “차영기 대한아웃도어바비큐협회장, 국제아웃도어바비큐스포츠연맹 설립을 위한 창립총회열어~”. 2023년 1월 15일에 확인함.